# Aile Gabriel
L'aile Gabriel est un bâtiment du château de Versailles, construit de 1772 à 1774 sous Louis XV par Ange-Jacques Gabriel. Située entre la cour d'Honneur et la chapelle, elle sert de point d'entrée aux groupes de visiteurs. Elle abrite un grand escalier dessiné par Gabriel et dont la construction débuta en 1772 mais qui ne fut terminée qu'en 1985 à cause de fonds insuffisants.
Il fallut attendre la Restauration pour voir l'aile symétrique par rapport à la cour royale, le pavillon Dufour, mise en chantier (cependant, elle ne sera jamais terminée). Cette dernière aile reprend l'architecture de l'aile Gabriel.
La toiture est restaurée entre 2021 et 2023.

## Galerie

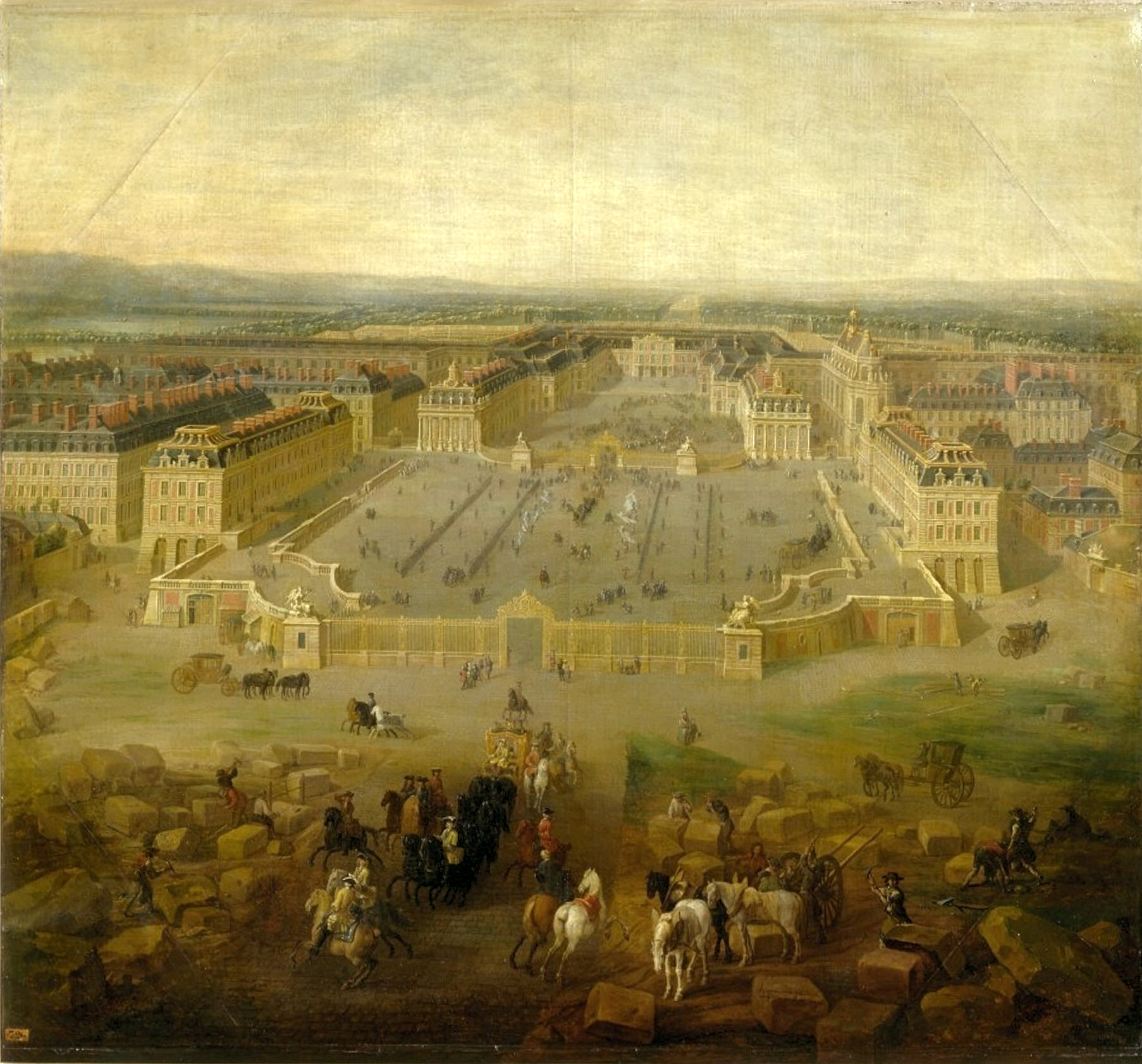
Vue des trois cours (d'honneur, royale et de marbre), vers 1722, avant les travaux de Gabriel.
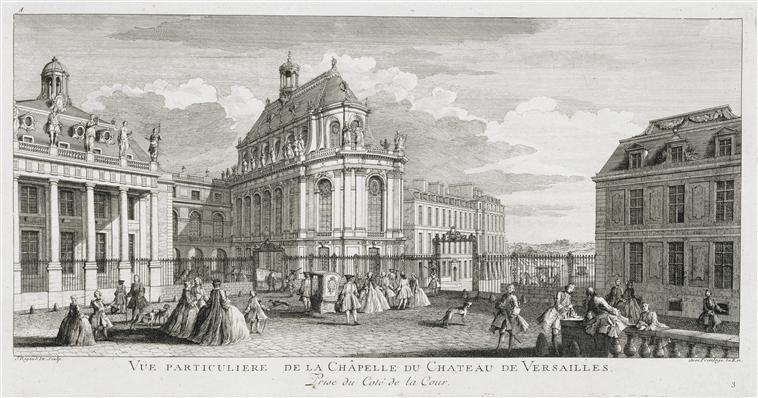
À gauche, l'aile avant sa transformation néoclassique, et la chapelle royale au centre, vers 1730.
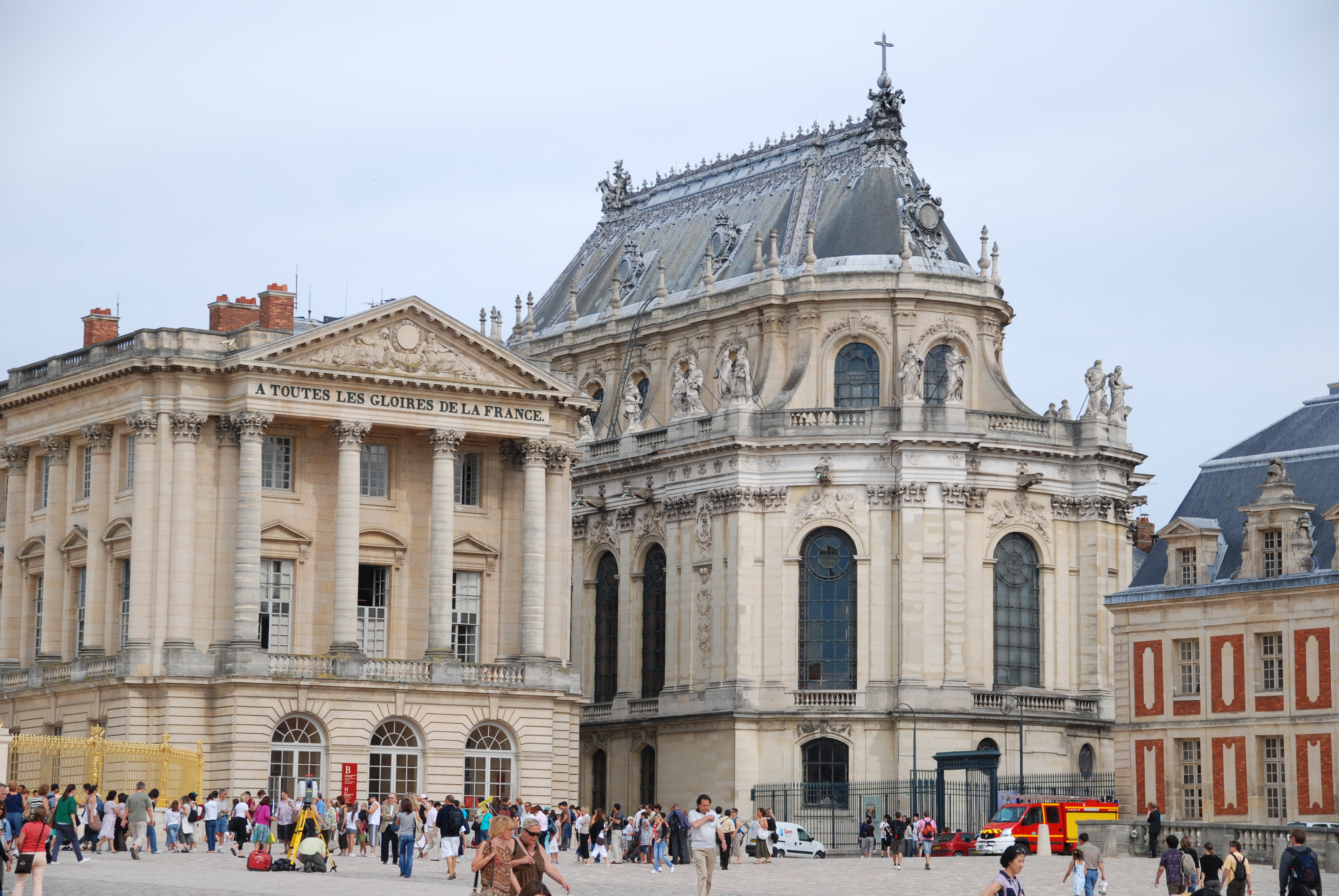
L'aile Gabriel et la chapelle royale.
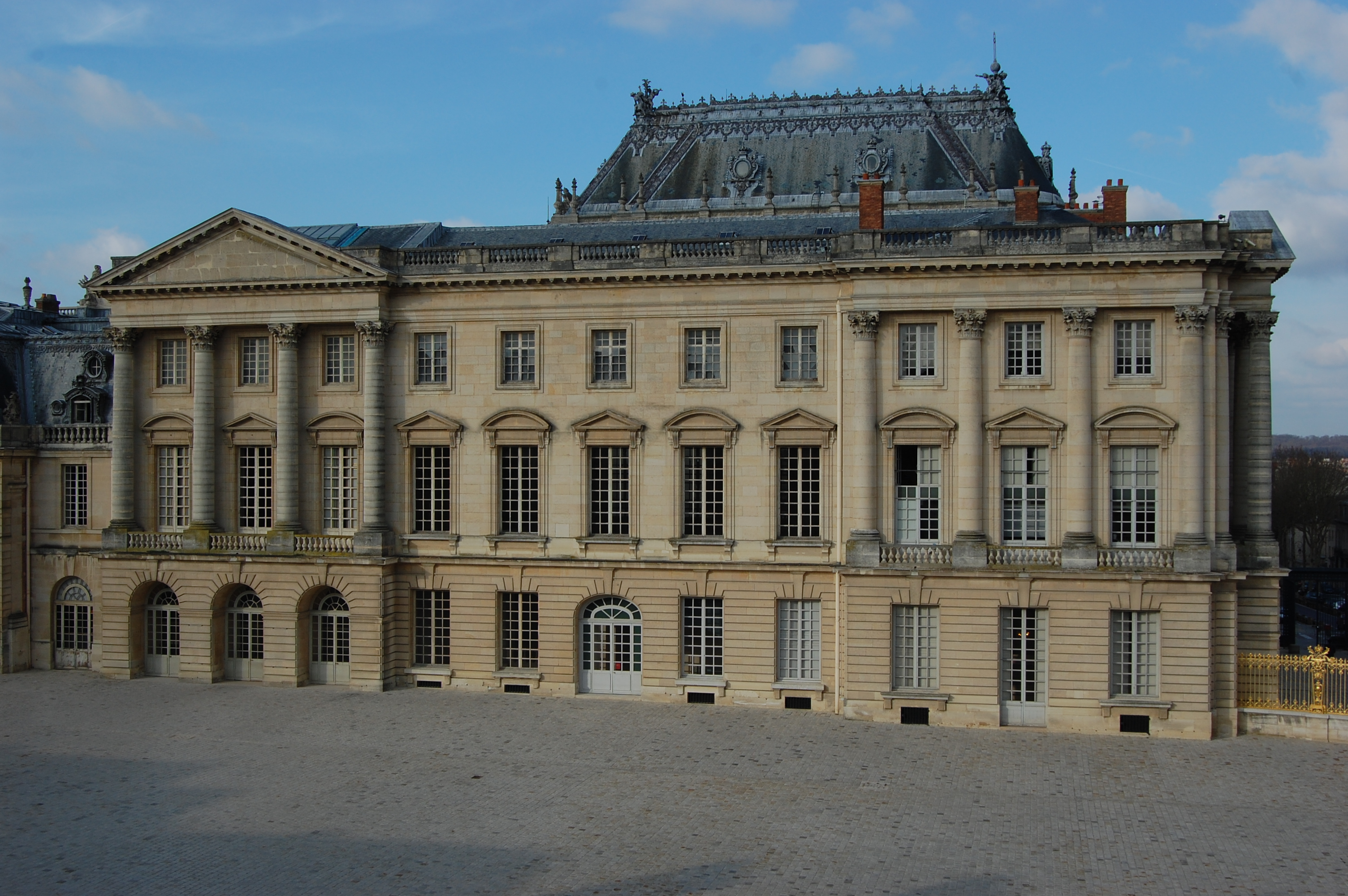
L'aile Gabriel vue depuis le pavillon Dufour.
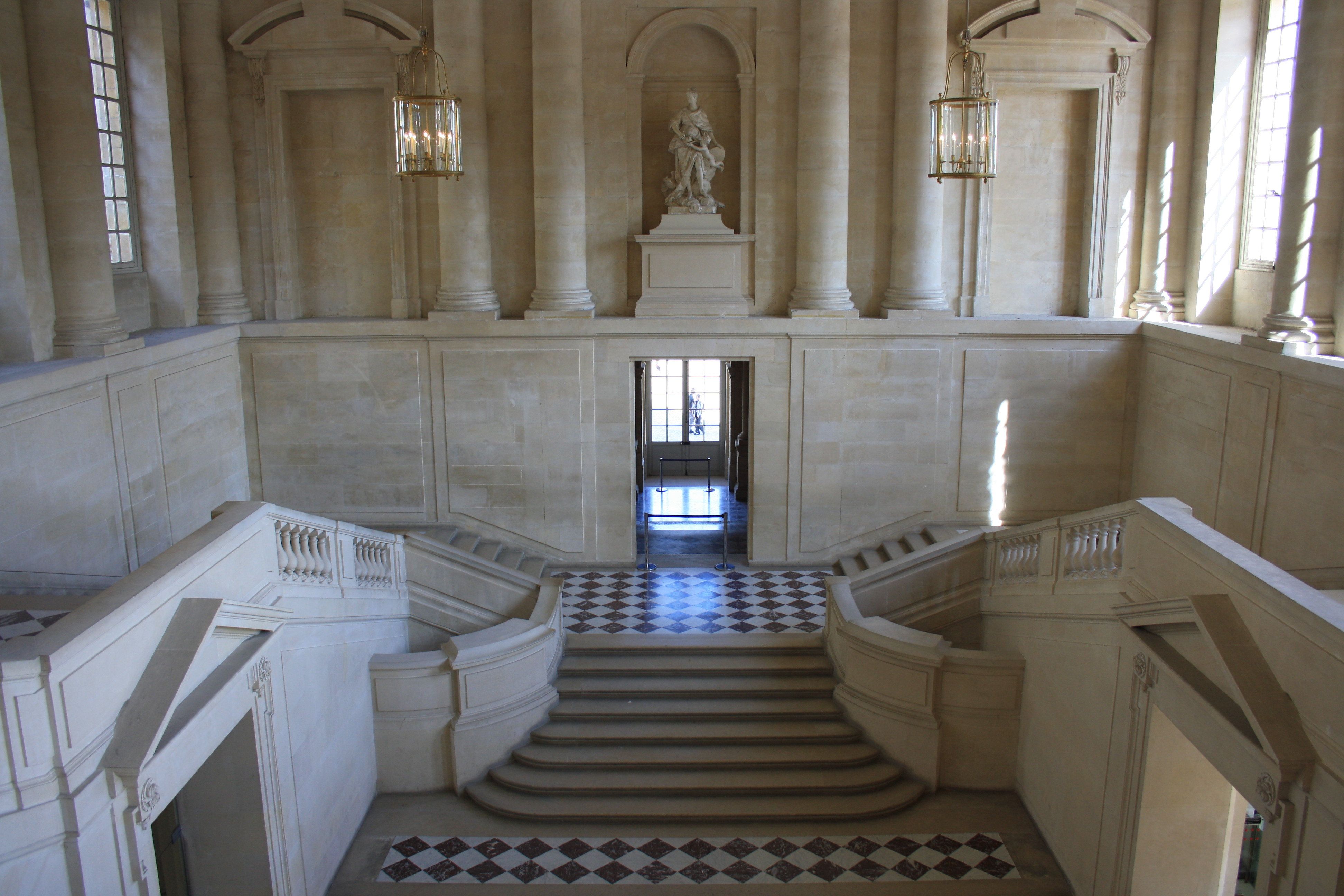
Escalier Gabriel, dans l'aile.